# Onthophagus rohwedderi
Onthophagus rohwedderi é uma espécie de inseto do género Onthophagus, família Scarabaeidae, ordem Coleoptera.
Foi descrita cientificamente por Moretto em 2017.